# Football League Two 2015-2016
La Football League Two 2015-2016, conosciuta anche con il nome di Sky Bet League Two per motivi di sponsorizzazione, è stato il 58º campionato inglese di calcio di quarta divisione, nonché  il 12º con la denominazione di League Two. 
La stagione regolare ha avuto inizio l'8 agosto 2015 e si è conclusa il 7 maggio 2016, mentre i play off si sono svolti tra il 12 ed il 30 maggio 2016. Ad aggiudicarsi la vittoria è stato il Northampton Town, che dopo ventinove anni è riuscito a vincere il secondo titolo di quarta divisione della sua storia ed a ritornare dopo otto stagioni nella serie superiore. Le altre tre promozioni in Football League One, sono state invece conseguite dall'Oxford United (2º classificato), dal neopromosso Bristol Rovers (3º classificato) e dall'AFC Wimbledon (vincitore dei play off). 
Capocannoniere del torneo è stato Matty Taylor (Bristol Rovers) con 27 reti.

## Stagione

### Novità
Al termine della stagione precedente, insieme ai campioni di lega del Burton Albion (al primo titolo di quarta divisione della loro storia), salirono direttamente in Football League One anche lo Shrewsbury Town (2º classificato) ed il Bury (3º classificato). Mentre il Southend United, 5º classificato, raggiunse la promozione attraverso i play-off. Il Cheltenham Town ed il Tranmere Rovers (quest'ultimo alla seconda retrocessione consecutiva, si ritrovò dopo novantaquattro anni fuori dalla Football League), che occuparono le ultime due posizioni della classifica, non riuscirono invece a mantenere la categoria e scesero in National League.
Queste sei squadre furono rimpiazzate dalle quattro retrocesse dalla Football League One: Notts County, Crawley Town, Leyton Orient (relegato dopo dieci anni nel quarto livello del calcio inglese) e Yeovil Town (reduce da due retrocessioni consecutive e sceso dopo undici anni in League Two) e dalle due promosse provenienti dalla Conference League Premier: Barnet e Bristol Rovers.

### Formula
Le prime tre classificate venivano promosse direttamente in Football League One, insieme alla vincente dei play off a cui partecipavano le squadre giunte dal 4º al 7º posto. Mentre le ultime due classificate retrocedevano in National League.

## Squadre Partecipanti
| Squadra              | Stagione | Città                       | Stadio                             | Stagione precedente                             |
| -------------------- | -------- | --------------------------- | ---------------------------------- | ----------------------------------------------- |
| Accrington Stanley   | dettagli | Accrington                  | Crown Ground                       | 17º posto in Football League Two                |
| AFC Wimbledon        | dettagli | Londra (Wimbledon)          | Kingsmeadow (Kingston upon Thames) | 15º posto in Football League Two                |
| Barnet               | dettagli | Londra (High Barnet)        | The Hive Stadium                   | 1º posto in Conference League Premier, promosso |
| Bristol Rovers       | dettagli | Bristol                     | Memorial Stadium                   | 2º posto in Conference League Premier, promosso |
| Cambridge United     | dettagli | Cambridge                   | Abbey Stadium                      | 19º posto in Football League Two                |
| Carlisle United      | dettagli | Carlisle                    | Brunton Park                       | 20º posto in Football League Two                |
| Crawley Town         | dettagli | Crawley                     | Broadfield Stadium                 | 22º posto in Football League One, retrocesso    |
| Dagenham & Redbridge | dettagli | Londra (Barking e Dagenham) | Victoria Road                      | 14º posto in Football League Two                |
| Exeter City          | dettagli | Exeter                      | St James Park                      | 10º posto in Football League Two                |
| Hartlepool United    | dettagli | Hartlepool                  | Victoria Park                      | 22º posto in Football League Two                |
| Leyton Orient        | dettagli | Londra (Leyton)             | Brisbane Road                      | 23º posto in Football League One, retrocesso    |
| Luton Town           | dettagli | Luton                       | Kenilworth Road                    | 8º posto in Football League Two                 |
| Mansfield Town       | dettagli | Mansfield                   | Field Mill                         | 21º posto in Football League Two                |
| Morecambe            | dettagli | Morecambe                   | Globe Arena                        | 11º posto in Football League Two                |
| Newport County       | dettagli | Newport                     | Rodney Parade                      | 9º posto in Football League Two                 |
| Northampton Town     | dettagli | Northampton                 | Sixfields Stadium                  | 12º posto in Football League Two                |
| Notts County         | dettagli | Nottingham                  | Meadow Lane                        | 21º posto in Football League One, retrocesso    |
| Oxford United        | dettagli | Oxford                      | Kassam Stadium                     | 13º posto in Football League Two                |
| Plymouth Argyle      | dettagli | Plymouth                    | Home Park                          | 7º posto in Football League Two                 |
| Portsmouth           | dettagli | Portsmouth                  | Fratton Park                       | 16º posto in Football League Two                |
| Stevenage            | dettagli | Stevenage                   | Broadhall Way                      | 6º posto in Football League Two                 |
| Wycombe Wanderers    | dettagli | High Wycombe                | Adams Park                         | 4º posto in Football League Two                 |
| Yeovil Town          | dettagli | Yeovil                      | Huish Park                         | 24º posto in Football League One, retrocesso    |
| York City            | dettagli | York                        | Bootham Crescent                   | 18º posto in Football League Two                |

## Classifica finale
|  | Pos. | Squadra            | Pt | G  | V  | N  | P  | GF | GS | DR  |
|  | ---- | ------------------ | -- | -- | -- | -- | -- | -- | -- | --- |
|  | 1.   | Northampton Town   | 99 | 46 | 29 | 12 | 5  | 82 | 46 | +36 |
|  | 2.   | Oxford Utd         | 86 | 46 | 24 | 14 | 8  | 84 | 41 | +43 |
|  | 3.   | Bristol Rovers     | 85 | 46 | 26 | 7  | 13 | 76 | 45 | +31 |
|  | 4.   | Accrington Stanley | 85 | 46 | 24 | 13 | 9  | 70 | 45 | +25 |
|  | 5.   | Plymouth           | 81 | 46 | 24 | 9  | 13 | 72 | 46 | +26 |
|  | 6.   | Portsmouth         | 78 | 46 | 21 | 15 | 10 | 77 | 45 | +32 |
|  | 7.   | AFC Wimbledon      | 75 | 46 | 21 | 12 | 13 | 65 | 52 | +13 |
|  | 8.   | Leyton Orient      | 69 | 46 | 19 | 12 | 15 | 60 | 61 | -1  |
|  | 9.   | Cambridge Utd      | 68 | 46 | 18 | 14 | 14 | 66 | 55 | +11 |
|  | 10.  | Carlisle Utd       | 67 | 46 | 17 | 16 | 13 | 67 | 62 | +5  |
|  | 11.  | Mansfield Town     | 64 | 46 | 17 | 13 | 16 | 61 | 53 | +8  |
|  | 12.  | Wycombe            | 64 | 46 | 17 | 13 | 16 | 45 | 44 | +1  |
|  | 13.  | Exeter City        | 64 | 45 | 17 | 12 | 15 | 62 | 61 | +1  |
|  | 14.  | Luton Town         | 63 | 45 | 17 | 9  | 18 | 59 | 60 | -1  |
|  | 15.  | Barnet             | 62 | 46 | 17 | 11 | 18 | 67 | 68 | -1  |
|  | 16.  | Hartlepool Utd     | 51 | 46 | 15 | 6  | 25 | 49 | 72 | -23 |
|  | 17.  | Notts County       | 51 | 46 | 14 | 9  | 23 | 54 | 83 | -29 |
|  | 18.  | Stevenage          | 48 | 46 | 11 | 15 | 20 | 53 | 68 | -15 |
|  | 19.  | Yeovil Town        | 48 | 46 | 11 | 15 | 20 | 43 | 59 | -16 |
|  | 20.  | Crawley Town       | 47 | 46 | 13 | 8  | 25 | 45 | 78 | -33 |
|  | 21.  | Morecambe          | 46 | 46 | 12 | 10 | 24 | 69 | 1  | -22 |
|  | 22.  | Newport County     | 43 | 46 | 10 | 13 | 23 | 43 | 64 | -21 |
|  | 23.  | Dag & Red          | 34 | 46 | 8  | 10 | 28 | 46 | 81 | -35 |
|  | 24.  | York City          | 34 | 46 | 7  | 13 | 26 | 51 | 87 | -36 |

Legenda:
      Promosso in EFL League One 2016-2017.
  Ammesso ai play-off.
      Retrocesso in National League 2016-2017.
Regolamento:
Tre punti a vittoria, uno a pareggio, zero a sconfitta.
In caso di arrivo di due o più squadre a pari punti, la graduatoria verrà stilata secondo i seguenti criteri:
- differenza reti
- maggior numero di gol segnati
- classifica avulsa
- spareggio

## Risultati

### Tabellone
Leggendo per riga si avranno i risultati casalinghi della squadra indicata in prima colonna, mentre leggendo per colonna si avranno i risultati in trasferta della squadra in prima riga.
|                    | ACC | AFC | BAR | BRI | CAM | CAR | CRA | DAG | EXE | HAR | LEY | LUT | MAN | MOR | NEW | NOR | NOT | OXF | PLY | POR | STE | WYC | YEO | YOR |
| ------------------ | --- | --- | --- | --- | --- | --- | --- | --- | --- | --- | --- | --- | --- | --- | --- | --- | --- | --- | --- | --- | --- | --- | --- | --- |
| Accrington Stanley |     | 3-4 | 2-2 | 1-0 | 1-1 | 1-1 | 4-1 | 3-1 | 4-2 | 3-1 | 1-0 | 1-1 | 1-0 | 2-2 | 2-2 | 1-1 | 3-2 | 1-3 | 2-1 | 1-3 | 0-0 | 1-1 | 2-1 | 3-0 |
| AFC Wimbledon      | 0-0 |     | 2-0 | 0-0 | 1-2 | 1-0 | 1-0 | 0-1 | 2-1 | 2-0 | 1-0 | 4-1 | 3-1 | 2-5 | 1-0 | 1-1 | 2-1 | 1-2 | 0-2 | 0-1 | 1-2 | 1-1 | 2-3 | 2-1 |
| Barnet             | 1-2 | 1-2 |     | 1-0 | 0-0 | 0-0 | 4-2 | 3-1 | 2-0 | 1-3 | 3-0 | 2-1 | 1-3 | 0-0 | 2-0 | 2-0 | 3-1 | 0-3 | 1-0 | 1-0 | 3-2 | 0-2 | 3-4 | 3-1 |
| Bristol Rovers     | 0-1 | 3-1 | 3-1 |     | 3-0 | 2-0 | 3-0 | 2-1 | 3-1 | 4-1 | 2-1 | 2-0 | 1-0 | 2-1 | 1-4 | 0-1 | 0-0 | 0-1 | 1-1 | 1-2 | 1-2 | 3-0 | 2-1 | 2-1 |
| Cambridge United   | 2-3 | 1-4 | 2-1 | 1-2 |     | 0-0 | 0-3 | 1-0 | 0-1 | 1-1 | 1-1 | 1-3 | 1-1 | 7-0 | 3-0 | 2-1 | 3-1 | 0-0 | 2-2 | 1-3 | 1-0 | 1-0 | 3-0 | 3-1 |
| Carlisle United    | 2-0 | 1-1 | 3-2 | 3-2 | 4-4 |     | 3-1 | 2-1 | 1-0 | 1-0 | 2-2 | 1-2 | 1-2 | 2-3 | 0-1 | 1-4 | 3-0 | 0-2 | 0-2 | 2-2 | 1-0 | 1-1 | 3-2 | 1-1 |
| Crawley Town       | 0-3 | 1-2 | 0-3 | 2-1 | 1-0 | 0-1 |     | 3-2 | 0-2 | 0-0 | 3-2 | 2-1 | 0-1 | 1-1 | 2-0 | 1-2 | 0-1 | 1-5 | 1-1 | 0-0 | 2-1 | 0-0 | 0-1 | 1-0 |
| Dag & Red          | 0-1 | 0-2 | 0-2 | 0-3 | 0-3 | 0-0 | 3-0 |     | 1-2 | 0-1 | 1-3 | 0-2 | 3-4 | 2-1 | 0-0 | 1-2 | 1-1 | 0-1 | 1-1 | 1-4 | 1-1 | 1-2 | 0-1 | 1-0 |
| Exeter City        | 2-1 | 0-2 | 1-1 | 1-1 | 1-0 | 2-2 | 2-2 | 1-2 |     | 1-0 | 4-0 | 2-3 | 2-3 | 1-1 | 1-1 | 0-0 | 1-1 | 1-4 | 2-1 | 1-1 | 3-3 | 0-2 | 3-2 | 0-0 |
| Hartlepool United  | 1-2 | 1-0 | 1-1 | 0-3 | 0-0 | 2-3 | 1-2 | 3-1 | 0-2 |     | 3-1 | 1-4 | 2-1 | 2-0 | 1-0 | 0-0 | 2-3 | 0-1 | 1-2 | 0-2 | 1-2 | 1-0 | 2-1 | 2-1 |
| Leyton Orient      | 0-1 | 1-1 | 2-0 | 2-0 | 1-3 | 1-2 | 2-0 | 3-2 | 1-3 | 0-2 |     | 0-1 | 1-0 | 1-0 | 1-0 | 0-4 | 3-1 | 2-2 | 1-3 | 3-2 | 3-0 | 1-1 | 1-1 | 3-2 |
| Luton Town         | 0-2 | 2-0 | 2-0 | 0-1 | 0-0 | 3-4 | 0-1 | 1-0 | 4-1 | 2-1 | 1-1 |     | 1-0 | 1-0 | 1-1 | 3-4 | 0-2 | 2-2 | 1-2 | 1-2 | 0-1 | 0-2 | 1-1 | 1-1 |
| Mansfield Town     | 2-3 | 1-1 | 1-1 | 1-2 | 0-0 | 1-1 | 4-0 | 3-2 | 0-2 | 3-1 | 1-1 | 0-2 |     | 2-1 | 3-0 | 2-2 | 5-0 | 1-1 | 0-0 | 1-1 | 2-1 | 0-2 | 0-1 | 1-1 |
| Morecambe          | 1-0 | 2-1 | 4-2 | 3-4 | 2-4 | 1-2 | 3-1 | 1-0 | 1-1 | 2-5 | 0-1 | 1-3 | 1-2 |     | 1-2 | 2-4 | 4-1 | 2-4 | 0-2 | 1-1 | 1-4 | 0-1 | 2-1 | 1-1 |
| Newport County     | 0-2 | 2-2 | 0-3 | 1-4 | 0-1 | 1-0 | 0-3 | 2-2 | 1-1 | 0-0 | 2-3 | 3-0 | 1-0 | 1-2 |     | 2-2 | 0-1 | 1-1 | 1-2 | 0-1 | 2-2 | 1-0 | 0-0 | 0-3 |
| Northampton Town   | 1-0 | 1-1 | 3-0 | 2-2 | 1-1 | 3-2 | 2-1 | 1-2 | 3-0 | 2-1 | 1-1 | 2-0 | 1-0 | 3-1 | 1-0 |     | 2-2 | 1-0 | 0-2 | 1-2 | 2-1 | 1-0 | 2-0 | 2-0 |
| Notts County       | 1-1 | 0-2 | 4-2 | 0-2 | 1-2 | 0-5 | 4-1 | 0-0 | 1-4 | 1-0 | 0-1 | 3-2 | 0-2 | 2-2 | 4-3 | 1-2 |     | 2-4 | 0-2 | 2-1 | 1-0 | 0-0 | 2-0 | 1-0 |
| Oxford United      | 1-2 | 1-0 | 2-3 | 1-2 | 1-0 | 1-1 | 1-1 | 4-0 | 3-0 | 2-0 | 0-1 | 2-3 | 2-2 | 0-0 | 1-1 | 0-1 | 3-1 |     | 1-0 | 1-1 | 1-1 | 3-0 | 2-0 | 4-0 |
| Plymouth Argyle    | 1-0 | 1-2 | 2-1 | 1-1 | 1-2 | 4-1 | 2-1 | 2-3 | 1-2 | 5-0 | 1-1 | 0-1 | 3-0 | 2-0 | 1-0 | 1-2 | 1-0 | 2-2 |     | 1-2 | 3-2 | 0-1 | 1-0 | 3-2 |
| Portsmouth         | 0-0 | 0-0 | 3-1 | 3-1 | 2-1 | 1-0 | 3-0 | 3-0 | 1-2 | 4-0 | 0-1 | 0-0 | 0-0 | 3-3 | 0-3 | 1-2 | 4-0 | 0-1 | 1-2 |     | 1-1 | 2-1 | 0-0 | 6-0 |
| Stevenage          | 1-1 | 0-0 | 0-0 | 0-0 | 2-0 | 0-1 | 0-1 | 1-3 | 0-2 | 2-0 | 2-2 | 0-0 | 0-2 | 4-3 | 2-1 | 2-3 | 0-2 | 1-5 | 2-1 | 0-2 |     | 2-1 | 0-0 | 2-2 |
| Wycombe Wanderers  | 0-1 | 1-2 | 1-1 | 1-0 | 1-0 | 1-1 | 2-0 | 1-1 | 1-0 | 2-1 | 0-2 | 0-1 | 1-0 | 0-2 | 0-2 | 2-3 | 2-2 | 2-1 | 1-2 | 2-2 | 1-0 |     | 0-0 | 3-0 |
| Yeovil Town        | 1-0 | 1-1 | 2-2 | 0-1 | 2-3 | 0-0 | 2-1 | 2-2 | 0-2 | 1-2 | 0-1 | 3-2 | 0-1 | 2-4 | 1-0 | 1-1 | 1-0 | 0-0 | 0-0 | 1-1 | 2-2 | 0-1 |     | 1-0 |
| York City          | 1-5 | 1-3 | 1-1 | 1-4 | 2-2 | 2-2 | 2-2 | 2-2 | 2-0 | 1-2 | 1-1 | 2-3 | 1-2 | 2-1 | 0-1 | 1-2 | 2-1 | 1-2 | 1-2 | 3-1 | 2-1 | 1-1 | 1-0 |     |

## Spareggi

### Play-off

#### Tabellone
|  | Semifinali | Semifinali         | Semifinali | Semifinali | Semifinali |  |  | Finale | Finale        | Finale |  |
|  |            |                    |            |            |            |  |  |        |               |        |  |
|  | 7          | AFC Wimbledon      | 1          | 2          | 3          |  |  |        |               |        |  |
|  | 4          | Accrington Stanley | 0          | 2          | 2          |  |  | 7      | AFC Wimbledon | 2      |  |
|  | 6          | Portsmouth         | 2          | 0          | 2          |  |  | 5      | Plymouth      | 0      |  |
|  | 5          | Plymouth           | 2          | 1          | 3          |  |  |        |               |        |  |

#### Semifinali

##### Andata
| Arbitro: | Oliver Langford |

|                               |           |             |
| McNulty 3’ Roberts 51’ (rig.) | Marcatori | 9’ 19’ Matt |

| Arbitro: | Stephen Martin |

|           |           |  |
| Beere 90’ | Marcatori |  |

##### Ritorno
| Arbitro: | Paul Tierney |

|             |           |  |
| Hartley 90’ | Marcatori |  |

| Arbitro: | Eddie Ilderton |

|                                |           |                           |
| Windass 39’ (rig.) Mingoia 59’ | Marcatori | 68’ Akinfenwa 104’ Taylor |

#### Finale
| Arbitro: | Iain Williamson |

|                                 |           |  |
| Taylor 78’ Akinfenwa 90’ (rig.) | Marcatori |  |

## Statistiche

### Squadre

#### Primati stagionali
Squadre
- Maggior numero di vittorie: Northampton Town (29)
- Minor numero di vittorie: York City (7)
- Maggior numero di pareggi: Carlisle United (16)
- Minor numero di pareggi: Bristol Rovers (7)
- Maggior numero di sconfitte: Dagenham & Redbridge (28)
- Minor numero di sconfitte: Northampton Town (5)
- Miglior attacco: Oxford United (84 gol fatti)
- Peggior attacco: Yeovil Town e Newport County (43 gol fatti)
- Miglior difesa: Oxford United (41 gol subiti)
- Peggior difesa: Morecambe (91 gol subiti)
- Miglior differenza reti: Oxford United (+43)
- Peggior differenza reti: York City (-36)

Partite
- Partita con maggiore scarto di gol: Cambridge United-Morecambe 7-0 (7)
- Partita con più reti: Carlisle United-Cambridge United 4-4 (8)

### Individuali

#### Classifica marcatori
Aggiornata al 30 maggio 2016
| Gol | Rigori |  | Giocatore     | Squadra            |
| --- | ------ |  | ------------- | ------------------ |
| 27  | 1      |  | Matty Taylor  | Bristol Rovers     |
| 25  | 3      |  | Jay Simpson   | Leyton Orient      |
| 22  | 8      |  | John Akinde   | Barnet             |
| 20  | 1      |  | Lyle Taylor   | AFC Wimbledon      |
| 17  | 2      |  | Billy Kee     | Accrington Stanley |
| 17  | 1      |  | Kemar Roofe   | Oxford United      |
| 16  | 2      |  | Matt Green    | Mansfield Town     |
| 15  | 3      |  | Shaun Miller  | Morecambe          |
| 15  | 6      |  | Josh Windass  | Accrington Stanley |
| 15  |        |  | Jabo Ibehre   | Carlisle United    |
| 15  | 2      |  | Marc Richards | Northampton Town   |